# Jörg Buttgereit
Jörg Buttgereit (Berlín, 20 de desembre de 1963) és un escriptor, guionista, crític i director de cinema, ràdio i teatre alemany

## Biografia
Buttgereit és conegut per les seves pel·lícules de terror i gore Nekromantik i Schramm, que han estat èxits al Japó, el Regne Unit i als Estats Units. També és crític de cinema a les revistes Epd film, Tip, Splatting Image, Deadline i Fluter. També va produir obres de ràdio per a emissores públiques.
El maig de 2005 va posar en escena el musical del Ramones "Gabba Gabba Hey" al Columbiahalle de Berlín. El 2006 va publicar un llibre sobre el "cinema de monstres gegants" japonès en què els autors tracten sobre "Godzilla" i monstres similars. "Godzilla" és un dels temes preferits de Buttgereit, que ja ha tractat en dos treballs radiofònics, un documental i dos llibres. El novembre de 2007 va estrenar l'obra de teatre Captain Berlin vs. Hitler al Hebbel-Theater „(HAU1)“ de Berlín. La peça es basa en l'obra de ràdio de Buttgereit Captain Berlin vs. Dracula, que va ser escrita per a Westdeutscher Rundfunk el 2006. Buttgereit va muntar i escenificar l'obra per a l'escenari i va aparèixer com el monstre Germanikus pegat a partir dels cadàvers de soldats alemanys. El personatge del superheroi alemany Captain Berlín va ser concebut per Buttgereit per a un curtmetratge el 1982. La sèrie de còmics  Captain Berlin  és publicada per Weissblech Verlag des del 2013, de la qual Buttgereit és responsable com a autor i editor.
De març de 2009 a març de 2010, Buttgereit va organitzar una sèrie de cinc parts Buttgereits Filmlektionen sot el títol RoughCuts,en el qual va fer conferències, actuacions i debats cinematogràfics sobre diversos gèneres cinematogràfics.
A la pel·lícula Making of Süße Stuten 7 – Die Porno-Comedy (2009) Buttgereit fa el paper d'un director de pel·lícules pornogràfiques.
El 2011 Buttgereit va posar en escena una versió escènica de les seves obres de ràdio Sexmonster i Green Frankenstein a l'estudi del Schauspiel Dortmund. El 2012, una versió escènica de la seva obra de ràdio "Ed Gein Superstar" es va posar en escena sota el títol Kannibale und Liebe a l'estudi de Schauspiel Dortmund. L'any següent Buttgereit va posar en escena una versió escènica de l'obra de Broadway de Bernard Pomerance The Elephant Man a l'estudi del Schauspiel Dortmund, que representa el cas de Joseph Merrick. El 2014 va posar en escena la seva obra Nosferatu lebt! I el 2015 Besessen de nou a l'estudi Schauspiel Dortmund.
El 2015 formà part de la direcció del tríptic German Angst per al qual Buttgereit va realitzar un episodi. Els altres directors implicats eren Michal Kosakowski i Andreas Marschall.

## Filmografia
- 1977: Interview with Frankenstein (3 min.)
- 1980: Der explodierende Turnschuh (2 min.)
- 1981: Manne – the Muwi (10 min.), Mein Papi (8 min.), Ogar der Häßliche (6 Min)
- 1982: Der Trend – Punkrocker erzählen aus ihrem Leben (25 min.), Captain Berlin – Retter der Welt (15 min.), Blutige Exzesse im Führerbunker (6 min.)
- 1983: Der Gollob (25 min.), ohne Titel (45 sec., curtmetratge Nr. 12 a Über Nacht berühmt, Prod. Stiletto[5]
- 1984: J.B.’ns Horror Heaven (25 min.)
- 1984: So war das S.O. 36 - Ein Abend der Nostalgie (codirigida amb Manfred Jelinski) (90 min.)
- 1985: Hot Love (40 min.), Episodi a Jesus – Der Film (3 min.)
- 1987: Nekromantik (68 min.)
- 1989: Der Todesking (74 min.)
- 1991: Nekromantik 2 (104 min.)
- 1992: Corpse Fucking Art (60 min.)
- 1993: Schramm (70 min.), The Making of Schramm (30 min.)
- 1995: I can’t let go (videoclip de Shock Therapy), Ohne Traurigkeit (videoclip de Fleischmann)
- 1996: Neue Zeit (videoclip Mutter), Kondom des Grauens (supervisor d'efectes)
- 1997: Rise up (videoclip de Die Krupps), Ein subversiver Romantiker im deutschen Horrorfilm (documental d'Alexander Kluge, dctp), Die gläsernen Sarkophage
- 1998: Teenagemakeup (videoclup de Dance or Die), Lexx – The Dark Zone (Episodis Nook i 791)
- 2001: Missy Queen’s gonna die (videoclip de Toktok)
- 2002: Die Monsterinsel (documental per WDR)
- 2004: Die Reise ins Glück (supervisor d'efectes)
- 2006: Suche Kontakt (videoclip de Cockbirds)
- 2007: Durch die Nacht mit, convidats: Michaela Schaffrath i Mark Benecke (ZDF/ARTE)
- 2007: Durch die Nacht mit Asia Argento und Joe Coleman (ZDF/Arte)
- 2008: Monsterland (documental ZDF/Arte)
- 2009: Captain Berlin Versus Hitler (teatre radiat)
- 2010: Durch die Nacht mit Oda Jaune und Lars Eidinger (ZDF/Arte)
- 2011: Shaolin Affen (videoclip per Klaus Beyer & Osaka Popstar)
- 2011: Making of Süße Stuten 8 (Darsteller des Porno-Regisseurs)
- 2011: Video Nasty (Theaterverfilmung)
- 2011: Dracula jagt Frankenstein (13 Min.)
- 2012: Die Frau in der Musik (videoclip per Stereo Total)
- 2012: Ein Moment der Stille am Grab von Ed Gein (curtmetratge, 2 Min.)
- 2013: Green Frankenstein
- 2013: Sexmonster
- 2013: Lemmy I’m a Feminist (videoclip de Half Girl)
- 2015: German Angst (episodi Final Girl)
- 2015: Der Mann der Godzilla fliegen ließ (curtmetratge, 11 Min.)
- 2020: Schweinchen — Ein Dekompositionsfilm mit Mark Benecke